# 罗伯特·柯尔
小罗伯特·弗洛伊德·柯尔（英語：Robert Floyd Curl, Jr.，1933年8月23日—2022年7月3日），美国化学家。因发现富勒烯而与哈罗德·克罗托、理查德·斯莫利共同获得1996年的诺贝尔化学奖。曾任莱斯大学化学系的名誉教授。